# Фергюссон, Джеймс
Джеймс Фергюссон (англ. James Fergusson; 17 марта 1787 года — 1865) — офицер британской армии времён Наполеоновских войн, губернатор Гибралтара с 1855 по 1859 годы.

## Военная карьера
Родился 17 марта 1787 в семье Чарльза Фергюссона. В 1801 году в звании энсина определён в 18-й (Королевский ирландский) пехотный полк, затем переведён в 43-й (Монмутширский) пехотный полк, где прошёл подготовку в качестве офицера лёгкой пехоты под началом Джона Мура в форте Шорнклиф. Звание лейтенанта присвоено в 1804 году, капитана — в 1806 году. Во время Пиренейских войн служил в Лёгкой дивизии. Фергюссон участвовал в боях при Ролисе, Вимейро (где был ранен), и Ла-Корунье (где полк находился в резерве). В составе 43-го полка Фергюссон принял участие в Голландской экспедиции 1809 года, после чего вернулся на Пиренейский полуостров. Прошёл битвы на реке Коа, под Буссако, при Сабугале, Фуэнтес-де-Оньоро, Сьюдад-Родриго и Бадахосе, где был в рядах штурмового отряда 43-го полка и дважды получил ранения. За доблесть при Бадахосе награждён золотой медалью. После сражения при Саламанке в 1812 году он был произведен в майоры (без необходимости выплаты с его стороны полагающейся суммы) и получил под командование 79-й пехотный полк. Сменил должность на командира 85-го пехотного полка, с которым участвовал в сражениях при Бидасоа, Нивелле, Ниве и Байонне.
16 мая 1814 Фергюссон был повышен, снова без оплаты, до лейтенант-полковника и встал во главе 2-го батальона 3-го (Восточно-Кентского) пехотного полка, также известного как «Баффы» (англ. The Buffs). После снижения численности баффов в 1816 году, Фергюссон поступил в Королевский военный колледж, по окончании которого получил назначение на должность лейтенант-полковника в 88-й пехотный полк. В 1825 году Фергюссон перешёл на службу в 52-й (Оксфордширский) пехотный полк, которым командовал в Англии, Ирландии, Шотландии, Гибралтаре и Вест-Индии до 1839 года, получив повышение до полного полковника в 1830 году. В 1841 году Фергюссон стал генерал-майором и служил полковником 62-го пехотного полка до марта 1850 года, затем с 1850 по 1853 годы занимал ту же должность в родном 43-м пехотном полку. После присвоения звания генерал-лейтенантом командовал войсками на Мальте, и в 1855 году был назначен губернатором и главнокомандующим Гибралтара. В 1859 году ушёл в отставку по причине болезни, поселившись в Бате (Англия). 21 февраля 1860 года произведён в полные генералы.
В 1831 году Фергюссон стал компаньоном ордена Бани, в 1835 — рыцарем-командором, в 1860 — рыцарем Большого креста. Также награждён медалью общей военной службы с восемью планками.
Скончался в 1865 году.